# Az 500 gólt elérő, NHL-ben játszó játékosok listája
Az National Hockey League-ben 500 gólt ütni az alapszakasz során csak a legjobb játékosoknak sikerül pályafutásuk során. Eddig 48 játékos érte el ezt az álomhatárt.

## 500 gólosok
| #  | Játékos             | Csapat              | Hányadik meccsen | Dátum              | Melyik kapusnak      | MSz  | G   |
| -- | ------------------- | ------------------- | ---------------- | ------------------ | -------------------- | ---- | --- |
| 1  | Maurice Richard     | Montréal Canadiens  | 863              | 1957. október 19.  | Glenn Hall           | 978  | 544 |
| 2  | Gordie Howe         | Detroit Red Wings   | 1045             | 1962. március 14.  | Gump Worsley         | 1767 | 801 |
| 3  | Bobby Hull          | Chicago Black Hawks | 861              | 1970. február 21.  | Ed Giacomin          | 1063 | 610 |
| 4  | Jean Béliveau       | Montréal Canadiens  | 1101             | 1971. február 11.  | Gilles Gilbert       | 1125 | 507 |
| 5  | Frank Mahovlich     | Montréal Canadiens  | 1105             | 1973. március 21.  | Dunc Wilson          | 1181 | 533 |
| 6  | Phil Esposito       | Boston Bruins       | 803              | 1974. december 22. | Jim Rutherford       | 1282 | 717 |
| 7  | John Bucyk          | Boston Bruins       | 1370             | 1975. október 30.  | Yves Belanger        | 1540 | 556 |
| 8  | Stan Mikita         | Chicago Black Hawks | 1221             | 1977. február 27.  | Cesare Maniago       | 1394 | 541 |
| 9  | Marcel Dionne       | Los Angeles Kings   | 887              | 1982. december 14. | Al Jensen            | 1348 | 731 |
| 10 | Guy Lafleur         | Montréal Canadiens  | 918              | 1983. december 20. | Glenn Resch          | 1126 | 560 |
| 11 | Mike Bossy          | New York Islanders  | 647              | 1986. január 2.    | (üres kapus)         | 752  | 573 |
| 12 | Gilbert Perreault   | Buffalo Sabres      | 1159             | 1986. március 9.   | Alain Chevrier       | 1191 | 512 |
| 13 | Wayne Gretzky       | Edmonton Oilers     | 575              | 1986. november 22. | (üres kapus)         | 1487 | 894 |
| 14 | Lanny McDonald      | Calgary Flames      | 1107             | 1989. március 21.  | Mark Fitzpatrick     | 1111 | 500 |
| 15 | Bryan Trottier      | New York Islanders  | 1104             | 1990. február 13.  | Rick Wamsley         | 1279 | 524 |
| 16 | Mike Gartner        | New York Rangers    | 936              | 1991. október 14.  | Mike Liut            | 1432 | 708 |
| 17 | Michel Goulet       | Chicago Blackhawks  | 951              | 1992. február 16.  | Jeff Reese           | 1089 | 548 |
| 18 | Jari Kurri          | Los Angeles Kings   | 833              | 1992. október 17.  | (üres kapus)         | 1251 | 601 |
| 19 | Dino Ciccarelli     | Detroit Red Wings   | 946              | 1994. január 8.    | Kelly Hrudey         | 1232 | 608 |
| 20 | Mario Lemieux       | Pittsburgh Penguins | 605              | 1995. október 26.  | Tommy Söderström     | 915  | 690 |
| 21 | Mark Messier        | New York Rangers    | 1141             | 1995. november 6.  | Rick Tabaracci       | 1756 | 694 |
| 22 | Steve Yzerman       | Detroit Red Wings   | 906              | 1996. január 17.   | Patrick Roy          | 1514 | 692 |
| 23 | Dale Hawerchuk      | St. Louis Blues     | 1103             | 1996. január 31.   | Félix Potvin         | 1188 | 518 |
| 24 | Brett Hull          | St. Louis Blues     | 693              | 1996. december 22. | Stephane Fiset       | 1269 | 741 |
| 25 | Joe Mullen          | Pittsburgh Penguins | 1052             | 1997. március 14.  | Patrick Roy          | 1062 | 502 |
| 26 | Dave Andreychuk     | New Jersey Devils   | 1070             | 1997. március 15.  | Bill Ranford         | 1639 | 640 |
| 27 | Luc Robitaille      | Los Angeles Kings   | 928              | 1999. január 7.    | Dwayne Roloson       | 1431 | 668 |
| 28 | Pat Verbeek         | Detroit Red Wings   | 1285             | 2000. március 22.  | Fred Brathwaite      | 1424 | 522 |
| 29 | Ron Francis         | Carolina Hurricanes | 1533             | 2002. január 2.    | Byron Dafoe          | 1731 | 549 |
| 30 | Brendan Shanahan    | Detroit Red Wings   | 1100             | 2002. március 23.  | Patrick Roy          | 1524 | 656 |
| 31 | Joe Sakic           | Colorado Avalanche  | 1044             | 2002. december 11. | Dan Cloutier         | 1378 | 625 |
| 32 | Joe Nieuwendyk      | New Jersey Devils   | 1094             | 2003. január 17.   | Kevin Weekes         | 1242 | 559 |
| 33 | Jaromír Jágr        | Washington Capitals | 928              | 2003. február 4.   | John Grahame         | 1733 | 766 |
| 34 | Pierre Turgeon      | Colorado Avalanche  | 1229             | 2005. november 8.  | Vesa Toskala         | 1294 | 515 |
| 35 | Mats Sundin         | Toronto Maple Leafs | 1162             | 2006. október 14.  | Miikka Kiprusoff     | 1346 | 564 |
| 36 | Teemu Selänne       | Anaheim Ducks       | 982              | 2006. november 22. | José Theodore        | 1451 | 684 |
| 37 | Peter Bondra        | Chicago Blackhawks  | 1050             | 2006. december 22. | Jean-Sebastien Aubin | 1081 | 503 |
| 38 | Mark Recchi         | Pittsburgh Penguins | 1303             | 2007. január 26.   | Marty Turco          | 1652 | 577 |
| 39 | Mike Modano         | Dallas Stars        | 1225             | 2007. március 13.  | Antero Niittymaki    | 1499 | 551 |
| 40 | Jeremy Roenick      | San Jose Sharks     | 1267             | 2007. november 10. | Alexander Auld       | 1363 | 513 |
| 41 | Keith Tkachuk       | St. Louis Blues     | 1055             | 2008. április 6.   | üres kapus           | 1201 | 538 |
| 42 | Jarome Iginla       | Calgary Flames      | 1149             | 2012. január 7.    | Niklas Bäckström     | 1554 | 625 |
| 43 | Alekszandr Ovecskin | Washington Capitals | 801              | 2016. január 10.   | Andrew Hammond       | 1491 | 897 |
| 44 | Marián Hossa        | Chicago Blackhawks  | 1240             | 2016. október 18.  | Michal Neuvirth      | 1309 | 525 |
| 45 | Patrick Marleau     | San Jose Sharks     | 1463             | 2017. február 2.   | Ryan Miller          | 1779 | 566 |
| 46 | Sidney Crosby       | Pittsburgh Penguins | 1077             | 2022. február 15.  | Carter Hart          | 1352 | 625 |
| 47 | Steven Stamkos      | Tampa Bay Lightning | 965              | 2023. január 18.   | Spencer Martin       | 1164 | 582 |
| 48 | Jevgenyij Malkin    | Pittsburgh Penguins | 1150             | 2024. október 16.  | Ukko-Pekka Luukkonen | 1213 | 514 |

## Aktív játékosok, akik közel vannak az 500. góljukhoz
| Játékos      | Csapat              | MSz  | G   |
| ------------ | ------------------- | ---- | --- |
| John Tavares | Toronto Maple Leafs | 1184 | 494 |
| Patrick Kane | Detroit Red Wings   | 1302 | 492 |

## Visszavonult játékosok, akik minimum 50 góllal megközelítették az 500 gólos határt
Megjegyzés: abban a csapatban vannak feltüntetve amiben a legtöbbet játszottak pályafutásuk során
| Játékos             | Csapat                | MSz  | G   |
| ------------------- | --------------------- | ---- | --- |
| Glenn Anderson      | Edmonton Oilers       | 1129 | 498 |
| Jean Ratelle        | New York Rangers      | 1281 | 491 |
| Norm Ullman         | Detroit Red Wings     | 1410 | 490 |
| Brian Bellows       | Minnesota North Stars | 1188 | 485 |
| Darryl Sittler      | Toronto Maple Leafs   | 1096 | 484 |
| Szergej Fjodorov    | Detroit Red Wings     | 1248 | 483 |
| Bernie Nicholls     | Los Angeles Kings     | 1127 | 475 |
| Alekszandr Mogilnij | Buffalo Sabres        | 990  | 473 |
| Denis Savard        | Chicago Blackhawks    | 1196 | 473 |
| Pat LaFontaine      | New York Islanders    | 865  | 468 |
| Alex Delvecchio     | Detroit Red Wings     | 1549 | 456 |
| Theoren Fleury      | Calgary Flames        | 1084 | 455 |
| Rod Brind'Amour     | Carolina Hurricanes   | 1484 | 452 |
| Doug Gilmour        | Toronto Maple Leafs   | 1474 | 450 |
| Peter Šťastný       | Québec Nordiques      | 977  | 450 |